# غويلرمو باتاغليا
غويلرمو باتاغليا (بالإسبانية: Guillermo Battaglia)‏ هو أستاذ فنون درامية ومخرج وممثل أرجنتيني، ولد في 7 ديسمبر 1899 في بوينس آيرس في الأرجنتين، وتوفي بنفس المكان في 26 سبتمبر 1988 بسبب نوبة قلبية.

## أعمال

### أفلام
- (1985) الحكاية الرسمية

## وصلات خارجية
- غويلرمو باتاغليا على موقع IMDb (الإنجليزية)
- غويلرمو باتاغليا على موقع ألو سيني (الفرنسية)
- غويلرمو باتاغليا على موقع أول موفي (الإنجليزية)
- غويلرمو باتاغليا على موقع قاعدة بيانات الأفلام السويدية (السويدية)
- غويلرمو باتاغليا على موقع قاعدة بيانات الفيلم (الإنجليزية)
- غويلرمو باتاغليا على موقع ليتربوكسد (الإنجليزية)
- غويلرمو باتاغليا على موقع كينوبويسك (الروسية)